# Kajtor Ferenc
Kajtor Ferenc (Ágya, 1919. november 15. – Budapest, 1975. augusztus 9.) magyar orvos, neurológus, egyetemi docens, az orvostudományok doktora.

## Élete
Kajtor Ferenc 1919-ben született az Arad vármegyei Ágyán, apja néptanító volt. 1938-ban érettségizett a Debreceni Református Kollégiumban, majd a debreceni Tisza István Tudományegyetemen szerzett általános orvosi diplomát, egyetemi tanulmányai alatt 1942-től 1943-ig a bécsi Collegium Hungaricum ösztöndíjasa volt. 1940 és 1943 között a debreceni Tisza István Tudományegyetem Törvényszéki Orvostani Intézetének, majd a Tisza István Tudományegyetem, illetve a DOTE Ideg- és Elmegyógyászati Klinikájának gyakornokaként dolgozott.
1948-ban egyetemi tanársegéd lett, ekkor ideg-, majd 1951-ben elmeorvosi szakvizsgát tett. 1951-től a Klinika elektrofiziológiai laboratóriumának vezetője volt, 1955-ben egyetemi adjunktus, 1957-ben az orvostudományok kandidátusa lett. 1962 és 1972 között egyetemi docens volt. Freiburgban hosszabb tanulmányúton volt. A Magyar Elektroenkefalográfiai Társaság alapító vezetőségi tagja, 1957-ben titkára lett. 80 tudományos közleményt, több jegyzetet, könyvfejezetet és könyvet publikált.
Szakterülete a neurofiziológia és az epilepsziakutatás, elsősorban a központi idegrendszer élettani jelenségeinek vizsgálata az ún. paroxizmális betegségek kutatása volt. Nevéhez fűződik a gócos epilepszia korszerű sebészeti kezelésének kidolgozása, valamint a kvantitatív elektromiográfia és az Evipan epilepsziás és epilepszia gyanúját keltő működészavarok „aktiválására” elektroenkefalográfiás és elektrokortikográfiás vizsgálat közbeni első alkalmazása Magyarországon.
1975-ben hunyt el Budapesten, a Farkasréti temetőben nyugszik. 1977-ben posztumusz az orvostudományok doktora lett.

## Főbb művei
- A fokális görcs tevékenység lokalizálása (jegyzet, társszerző, Bp., 1959)
- Az EEG-diagnosztika jelentősége az epilepszia kutatásban és konzervatív kezelésében (jegyzet, társszerző; Bp., 1959)
- Az emberi test (II., társszerző; Bp., 1962)
- A fejfájás természete és kezelése (A gyakorló orvos könyvtára; Bp., 1968)